# El Hefe
Aaron Abeyta (Sacramento, California, 8 de agosto de 1965), más conocido por su nombre artístico El Hefe, es un guitarrista y trompetista estadounidense, miembro de la banda de punk rock NOFX.
Sus compañeros de la banda le pusieron a Abeyta este apodo por dos motivos: por su maestría a la hora de tocar los instrumentos y porque cuando se unió a NOFX ya había dos Erics y un Aaron, por lo que habría confusiones.
Es conocido por su modesto sentido del humor, carisma e imitaciones de voz (Beavis and Butt-Head, el oso Yogui, y otros personajes de dibujos animados). El Hefe ha estado en NOFX desde 1991. Sus primeras grabaciones con el grupo contribuyeron al EP titulado The Longest Line. Tenía un club llamado 'Hefe's' en Eureka, California. El Hefe vive en McKinleyville, California, y tiene un hijo con su esposa, Jennifer Abeyta.

## Discografía con NOFX
- 1992 The Longest Line
- 1992 White Trash, Two Heebs and a Bean
- 1994 Punk in Drublic
- 1995 I Heard They Suck Live!!
- 1996 Heavy Petting Zoo
- 1997 So Long and Thanks for All the Shoes
- 1999 The Decline
- 2000 Pump Up the Valuum
- 2002 45 or 46 Songs That Weren't Good Enough to Go on Our Other Records
- 2003 The War on Errorism
- 2006 Wolves in Wolves' Clothing
- 2007 They've Actually Gotten Worse Live
- 2009 Coaster
- 2012 Self Entitled

- «El Hefe's Gear at Guitargeek». Archivado desde el original el 19 de diciembre de 2006. Consultado el 7 de febrero de 2009.

- Datos: Q1324255
- Multimedia: El Hefe / Q1324255